# Setge de Marune
El setge de Marune (丸根 砦 の 戦い) Va ser un conflicte bèl·lic que es va desenvolupar durant el període Sengoku de la història del Japó.
El castell Marune estava en aquell temps sota les ordres d'Oda Nobunaga. Tokugawa Ieyasu, que en aquells moments era vassall del clan Imagawa, va aconseguir prendre la fortalesa com a part de les campanya del clan Imagawa que donarien com a resultat la fatídica batalla d'Okehazama de 1560.
Durant el setge, Sakuma Morishige, el guardià de Marune va ser assassinat pel tret d'un arcabús.